# Bellemagny
Bellemagny (deutsch Baronsweiler, elsässisch Baretswiller) ist eine französische Gemeinde mit 148 Einwohnern (Stand 1. Januar 2022) im Département Haut-Rhin in der Region Grand Est (bis 2015 Elsass). Sie gehört zum Arrondissement Altkirch, zum Kanton Masevaux-Niederbruck und ist Mitglied des Gemeindeverbandes Sud Alsace Largue.

## Geografie
Die Gemeinde Bellemagny liegt im Gebiet der Burgundischen Pforte und grenzt an die Region Bourgogne-Franche-Comté. Im Ort fließt der Steinbach in den Traubach, der über die Largue zur Ill entwässert und somit zum Einzugsgebiet des Rheins gehört. Unmittelbar westlich von Bellemagny verläuft die Rhein-Rhône-Wasserscheide.
Nachbargemeinden sind Eteimbes und Bretten im Norden, Sternenberg im Osten, Guevenatten im Südosten, Saint-Cosme im Süden sowie Vauthiermont im Westen.

## Geschichte
796 als Baronewillare, 1395 als Berntzwiller erwähnt. Bis 1324 gehörte der Ort zur Grafschaft Pfirt und kam dann mit der Hochzeit der Johanna von Pfirt und Albrecht II. von Österreich an die Habsburger. Im Westfälischen Frieden von 1648 ging der ganze elsässische Besitz der Habsburger, damit auch Bellemagny an die französische Krone. Bis zur Revolution gehörte Bellemagny zum Welschen Meierthum Bretten, dann zum Arrondissement Belfort und von 1871 bis 1918 zum Reichsland Elsass-Lothringen. Als 1871 das Territoire de Belfort unter Berücksichtigung der Sprachgrenze vom Elsass (Département Haut-Rhin) abgetrennt wurde, blieb das frankophone Dorf Bellemagny ausnahmsweise (wie Bretten, St.-Cosme, Èteimbes) beim Elsass.
1851 gründete der Pfarrer Joseph Alois Faller in Bellemagny den Orden der Benediktinerinnen der Ewigen Anbetung, heute Benediktinerinnen der Anbetung (Bénédictines adoratrices). Das Kloster ist das Mutterhaus des Ordens. Es ist Pilgerherberge auf dem Jakobsweg nach Santiago de Compostela. Außerdem führen die Nonnen ein Altersheim in der Gemeinde.
Während der deutschen Besatzung im Zweiten Weltkrieg war der Ort zum wiederholten Mal Teil der Gemeinde Saint-Cosme. Nach der Verselbständigung im Jahr 1944 erhielt Bellemagny eine eigene Kirchengemeinde.

### Bevölkerungsentwicklung
| Jahr      | 1962 | 1968 | 1975 | 1982 | 1990 | 1999 | 2010 | 2020 |
| Einwohner | 112  | 124  | 125  | 122  | 157  | 177  | 191  | 148  |

## Sehenswürdigkeiten
- Die Klosterkirche: Erbaut 1863–66 mit einer eigenwillig historisierenden Fassade. Neben und über dem Neurenaissanceportal Rundbogennischen mit Statuen, originell die Blendbalustrade in Traufhöhe.
- Kapelle Mutter der Schmerzen im Park hinter dem Kloster, um 1870.
- Wassermühle, Fachwerkbau um 1700,  Monument historique

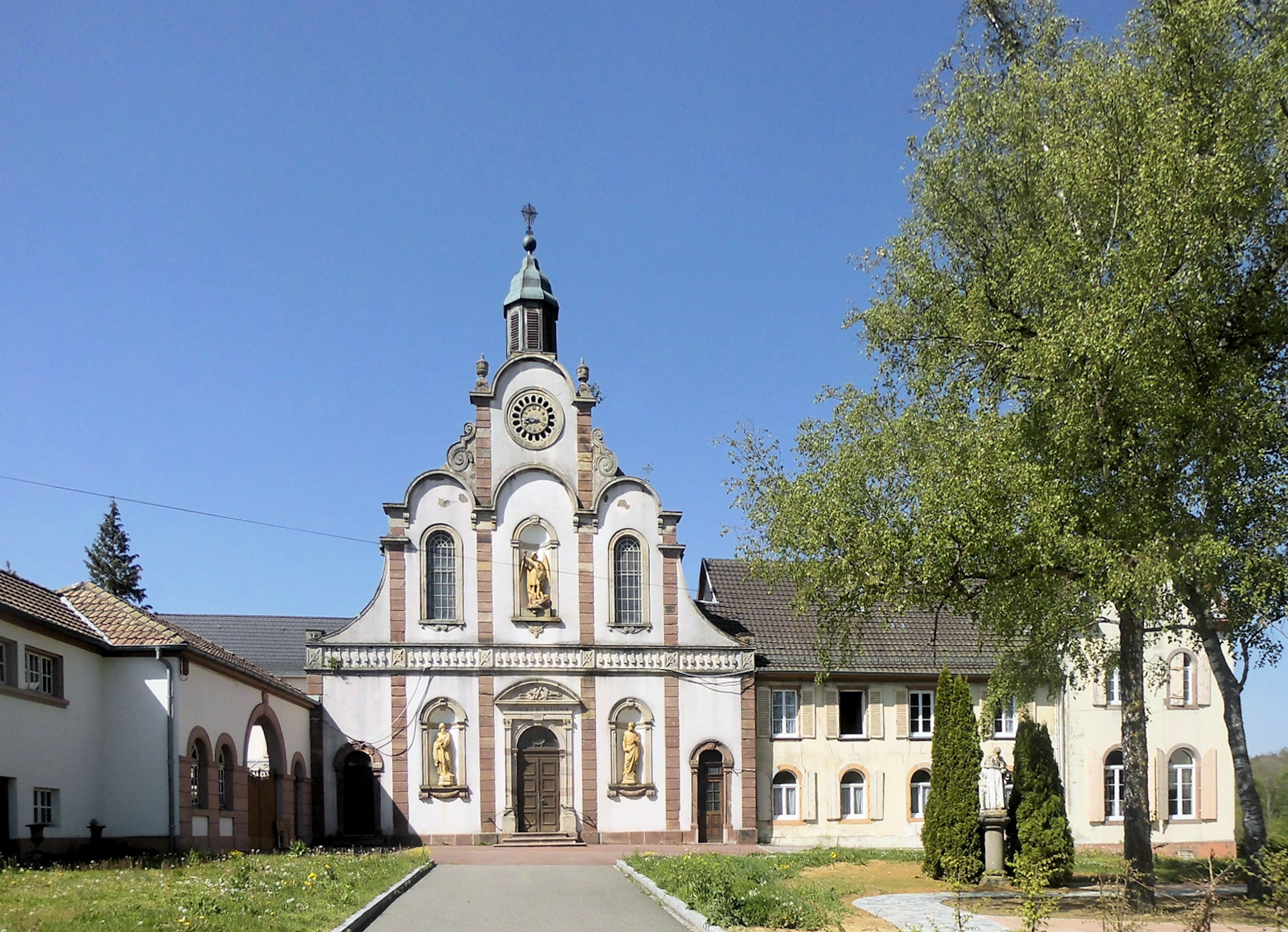
Kloster der Benediktinerinnen der Anbetung
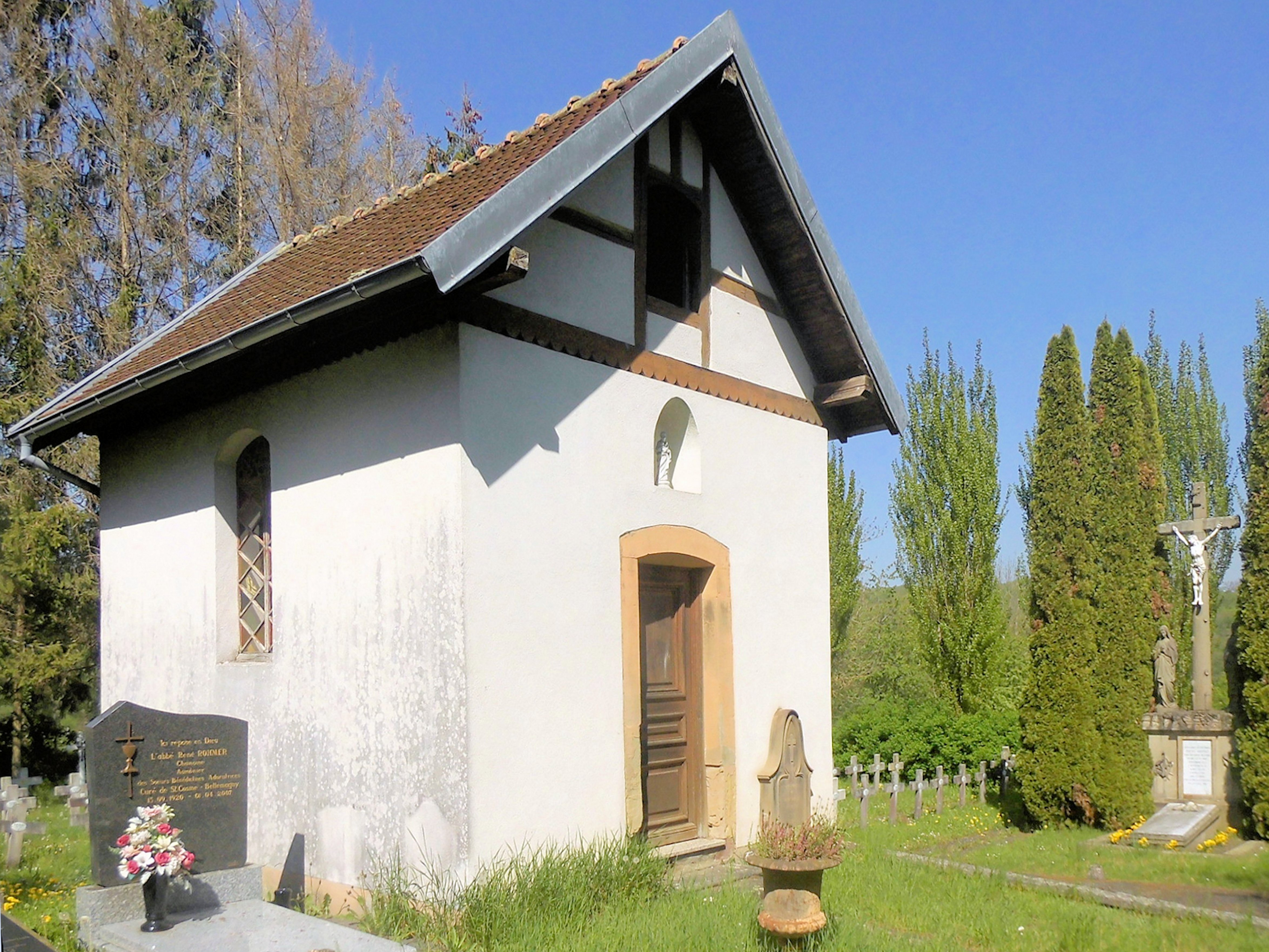
Kapelle Mutter der Schmerzen
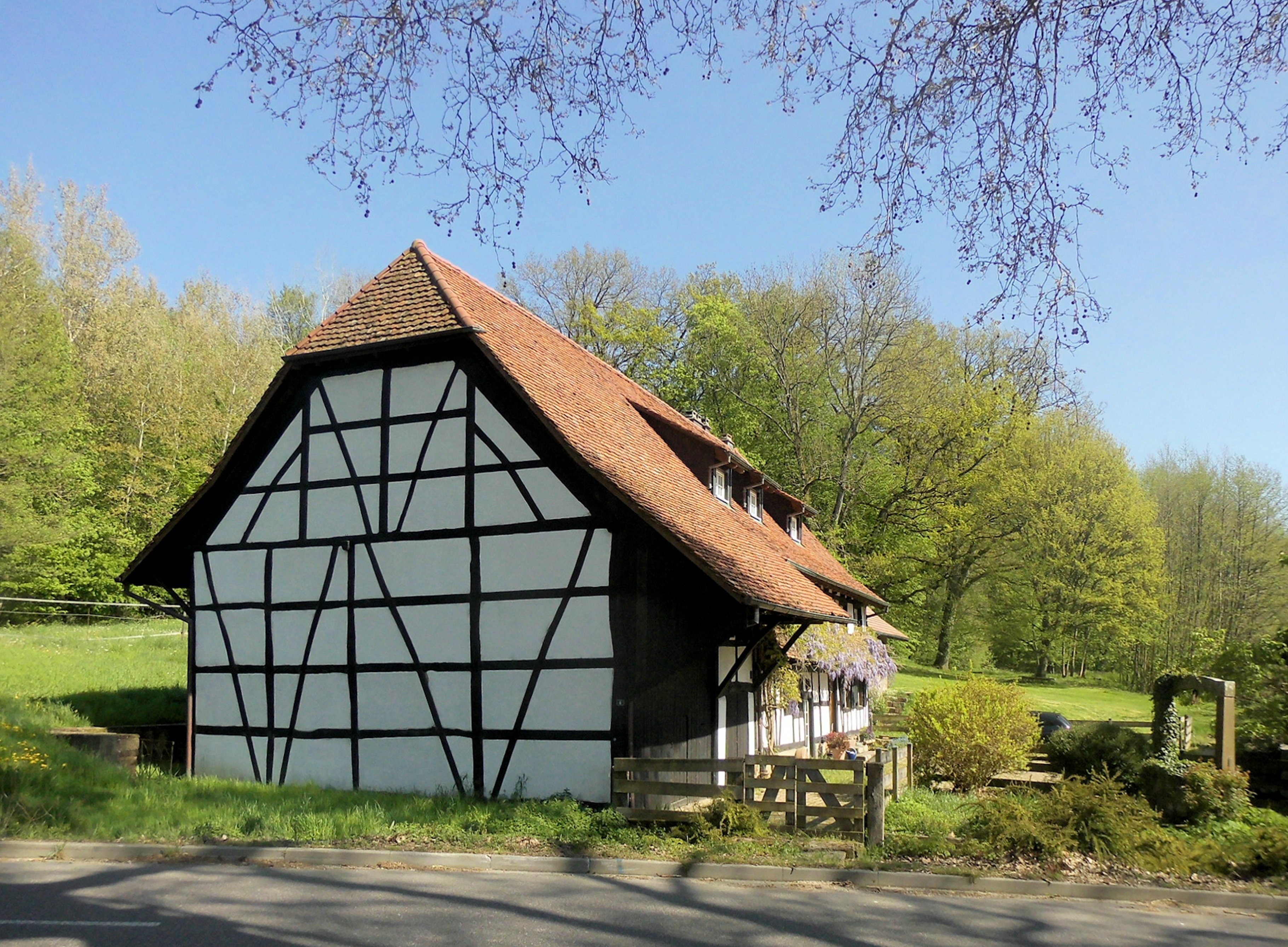
Wassermühle

## Brauchtum
La Baronvillageoise ist ein Musikfest, das jährlich am letzten Samstag des Monats Juni durchgeführt wird.